# Antigonë
Antigonër je obec v okresu Gjirokastër, kraji Gjirokastër, jižní Albánii. Obec je známá historickým městem Antigonia.